# Raffaele Arcuri
Raffaele Arcuri (Sant'Agata di Esaro, 27 de dezembro de 1891 — 22 de abril de 1969) foi um arquiteto ítalo-brasileiro. É mais conhecido por projetar diversas construções na cidade de Juiz de Fora, como o Cine-Teatro Central, o Paço Municipal e a sede da Casa d'Italia local.

## Biografia
Raphael é filho do italiano Pantaleone Arcuri, que chegou ao Brasil como pedreiro em 1876 e posteriormente tornou-se co-fundador da empresa Pantaleone Arcuri & Spinelli, firma de construção que era praticamente um complexo industrial, reunindo desde a fabricação e a venda de materiais até o fornecimento de uma equipe técnica para a realização dos projetos. Apesar do envolvimento nos negócios, não perdeu os laços com seu país natal, tendo levado inclusive a mulher grávida para que desse à luz o primogênito Raffaele na Itália.
Raphael alternou a infância entre a Itália e o Brasil, mas foi no primeiro país que se formou arquiteto. Não chegou a cursar oficialmente a Escola de Belas Artes, tendo aprendido o ofício no escritório de arquitetura de Giovanni De Fazio. Nos estudos já demonstrava tendência em mesclar diversas técnicas contemporâneas, estilo que trouxe ao Brasil em projetos como a Capela do Senhor dos Passos, na Santa Casa de Misericórdia, o Edifício Pinho, na esquina das ruas Halfeld e Batista de Oliveira, e a Vila Iracema, na rua Espírito Santo. Um de seus últimos últimos projetos foi o da Casa d'Italia, na Avenida Rio Branco, até que passou a se dedicar a outras atividades dentro da construtora.

## Imagens

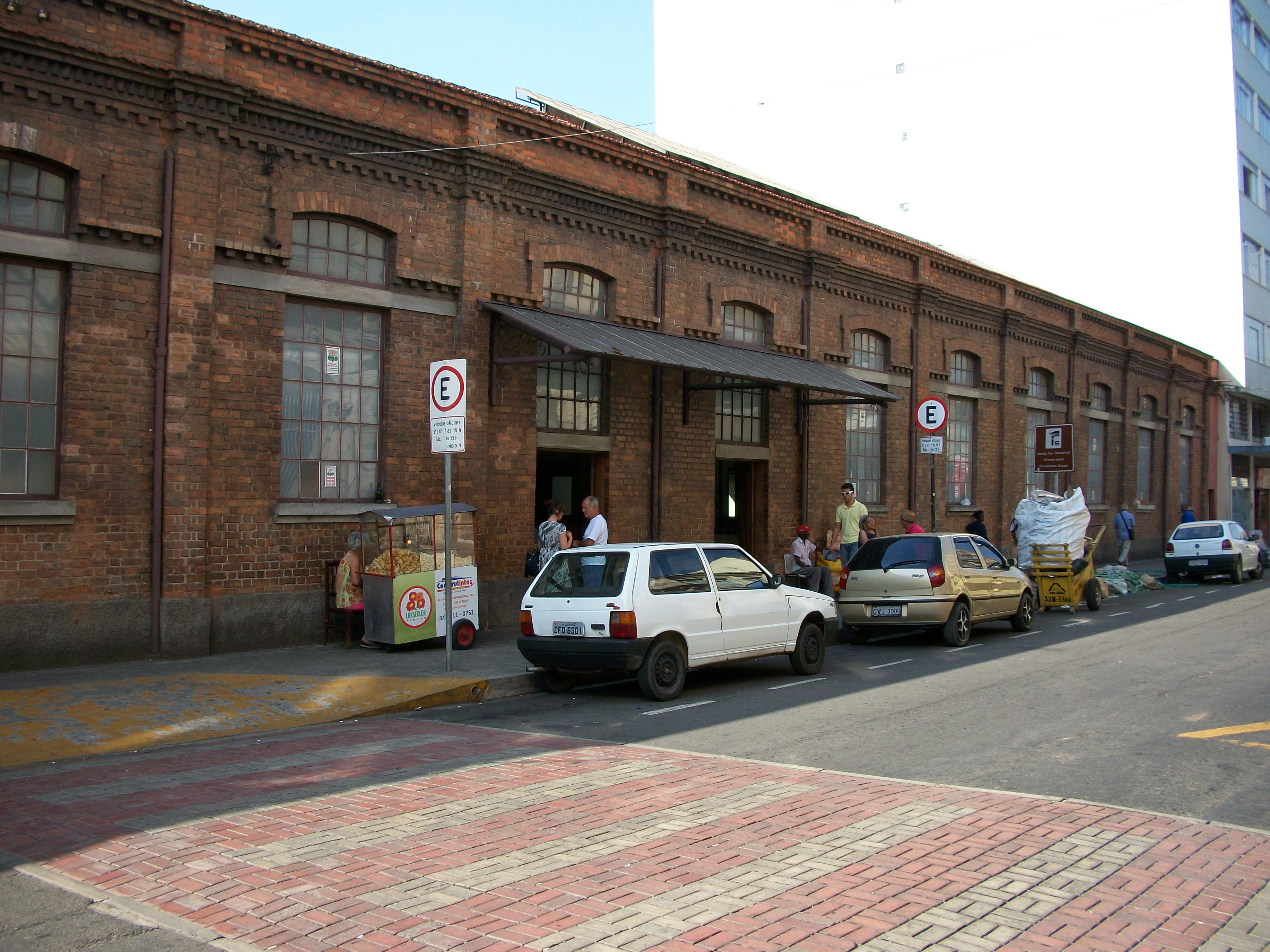
Antiga sede da Companhia Industrial e Construtora Pantaleone Arcuri
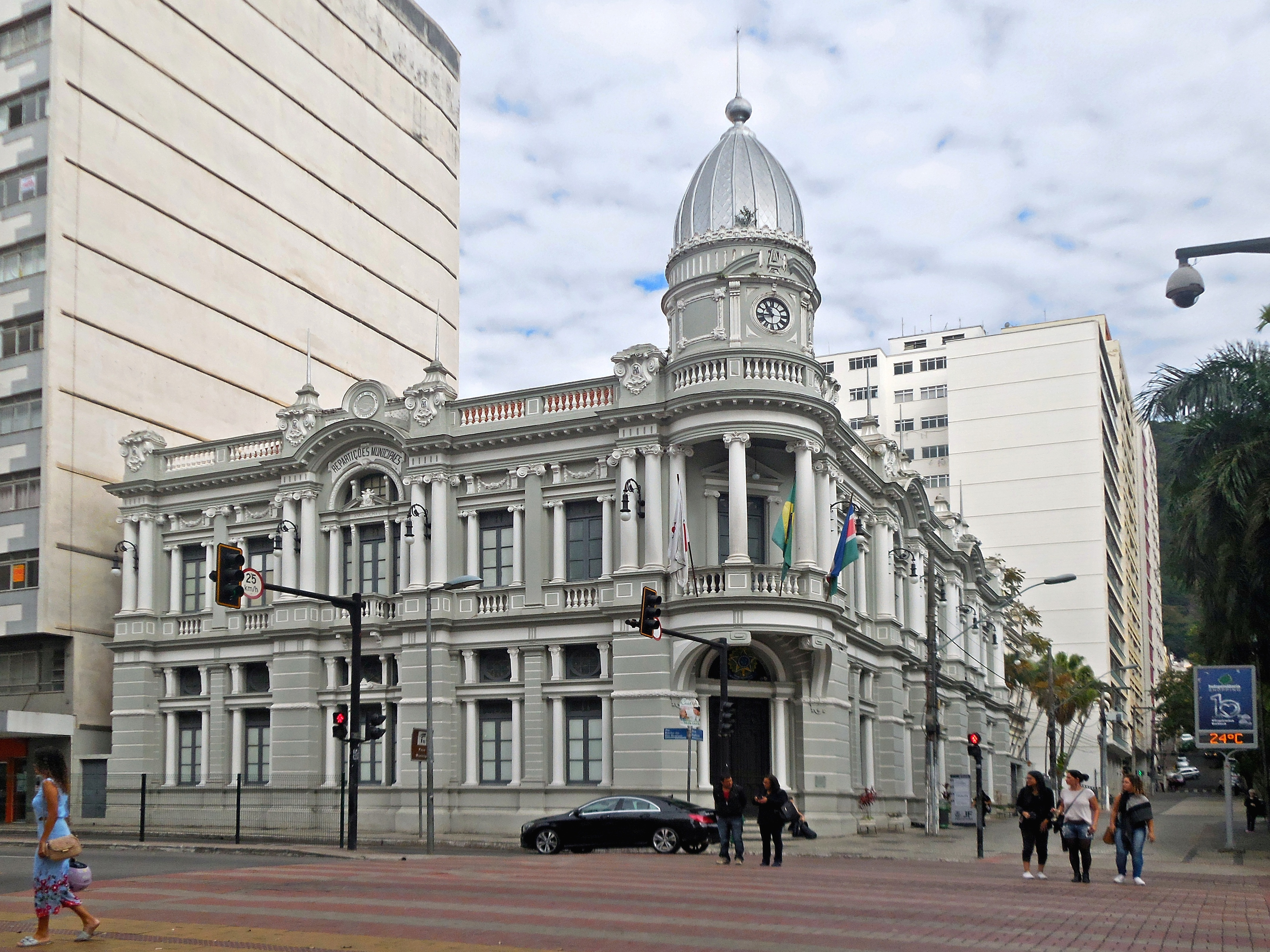
Paço Municipal
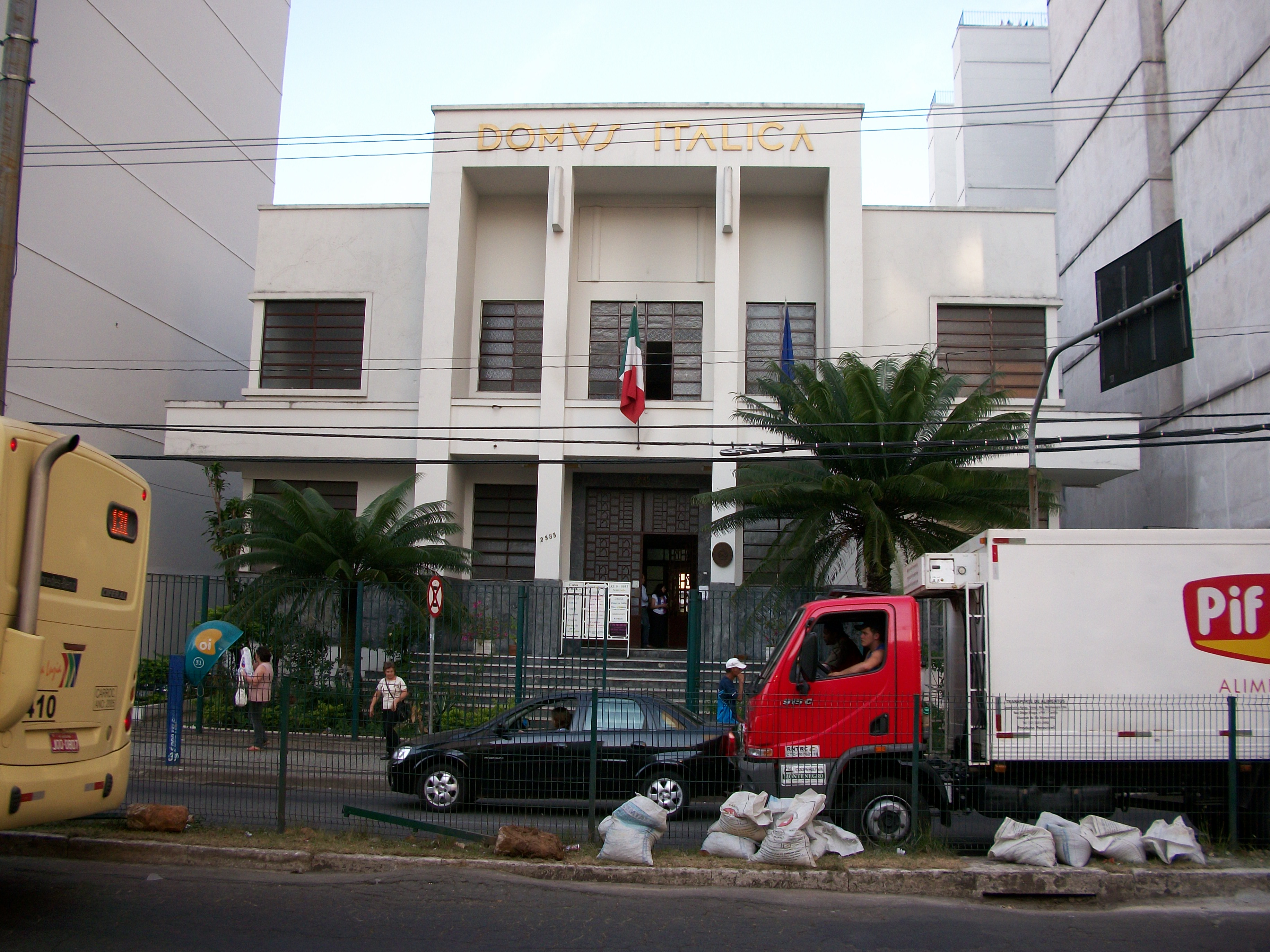
Casa d'Italia